# ماتع (الحديدة)

تعديل مصدري - تعديل

ماتع هي إحدى قرى مديرية الجراحي، التابعة لمحافظة الحديدة اليمنية، بلغ تعداد سكانها 2293 نسمة حسب الإحصاء الذي أجري عام 2004.